# Стартап (фильм)
«Стартап» — российский фильм-биография, повествующий о создании с нуля крупного российского поискового портала «Холмс». Согласно первоначальной задумке, фильм снимался как история компании «Яндекс».

## О фильме
Прототипами главных героев послужили Аркадий Волож и Илья Сегалович. Постановку фильма начинал режиссёр Роман Каримов, но из-за конфликтов на съёмочной площадке покинул проект. В итоге его имя в титрах заменено на «Игорь Сколков». Кроме него, в выходных данных фильма режиссёром указан исполнитель главной роли Евгений Ткачук.
Прототипами персонажа Павла Баранова в исполнении актёра Евгения Ткачука стали Марк Цукерберг и Павел Дуров.
Российская премьера состоялась 3 апреля 2014 года.

## Аннотация
Фильм повествует о российском Интернет-проекте, который создавался с нуля и смог достичь небывалых высот. Главные герои — Борис и Сева — российские предприниматели-новаторы, добившиеся всего благодаря своим талантам и упорному труду.

## В ролях
| Актёр              | Роль             |
| ------------------ | ---------------- |
| Евгений Ткачук     | Борис            |
| Семён Морозов      | отец Бориса      |
| Шамиль Хаматов     | Сева             |
| Иева Андреевайте   | жена Бориса      |
| Василий Ракша      | Павел Баранов    |
| Эммануил Виторган  | Николай Петрович |
| Вера Панфилова     | Вика             |
| Александр Нестеров | новый русский    |
| Антон Шурцов       | Егор             |